# Olcott (Mondkrater)
Olcott ist ein Einschlagkrater auf der Mondrückseite. 
Der Krater liegt auf halbem Wege zwischen dem Mare Moscoviense und dem Mare Marginis. In der Nähe finden sich Chang Heng im Westen, Deutsch und Polzunov in nordwestlicher Richtung sowie Kostinsky im Süden.
Der Krater zeigt praktisch keine Erosionsspuren durch spätere Einschläge, seine Auswürfe übderdecken ältere Krater im Osten und Süden. Spektrale Analysen zeigen mafische Minerale, die möglicherweise durch das Einschlagereignis an die Oberfläche befördert worden sind. Olcott ist relativ jung und wird dem Eratosthenischen Zeitalter zugerechnet.
Olcott hat drei Nebenkrater:
| Buchstabe | Position            | Durchmesser | Link |
| --------- | ------------------- | ----------- | ---- |
| E         | 20,74° N, 119,73° O | 59 km       |      |
| L         | 18,24° N, 118,59° O | 33 km       |      |
| M         | 17,88° N, 117,56° O | 47 km       |      |

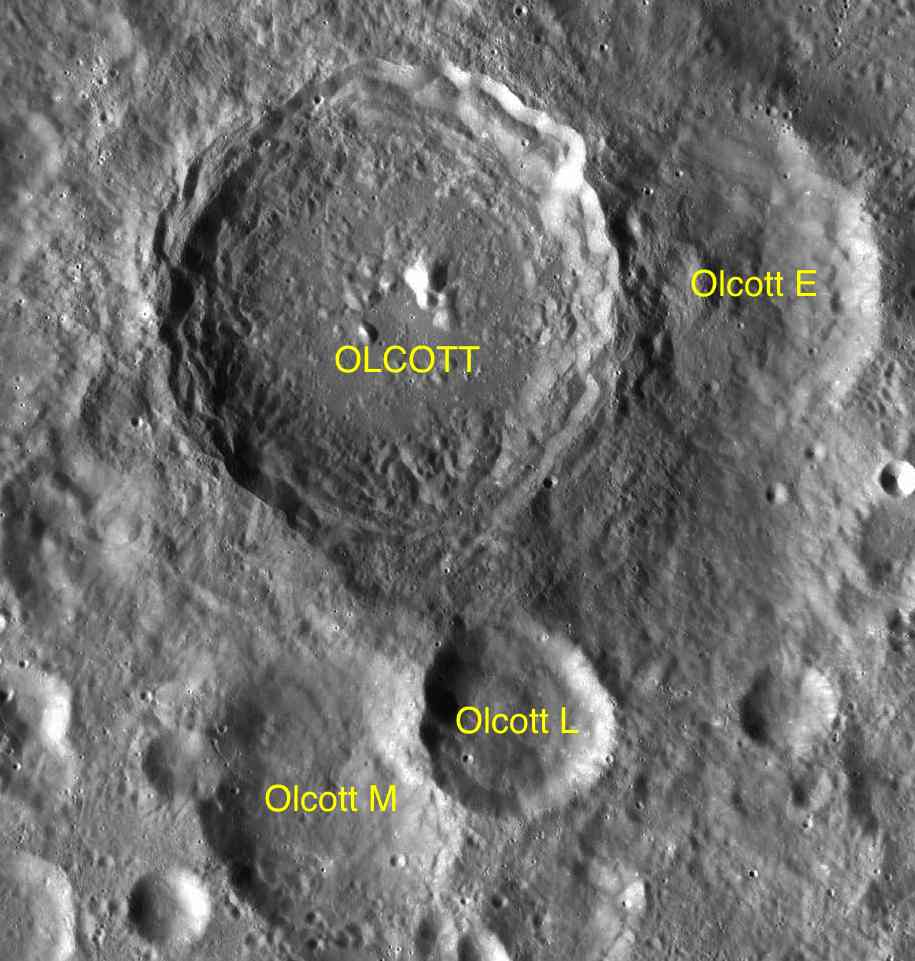
Olcott mit seinen Nebenkratern

Der Krater wurde 1970 von der IAU offiziell nach dem US-amerikanischen Astronomen William Tyler Olcott benannt.